# 나카촌 (도치기현 시모쓰가군)
나카촌(中村)은 도치기현의 남부, 시모쓰가군에 속했던 촌이다.

## 역사
- 1889년 4월 1일 - 정촌제 시행에 의해 시모쓰가군 나카촌이 성립하였다.
- 1955년 2월 11일 - 호즈미촌, 도요다촌과 합병해, 미타촌이 되었다.

## 인구
- 1920년：3,272명
- 1925년：3,348명
- 1930년：3,398명
- 1935년：3,476명
- 1940년：3,493명
- 1947년：4,168명
- 1950년：4,185명